# 尼茨加莱站
尼茨加莱站是一个位于拉脱维亚拉特加爾地区尼茨加莱村的火车站，里加-陶格夫匹尔斯铁路经过此站。